# OPC Alarms & Events
OPC Alarms & Events (OPC AE) – służy do informowania o występujących w systemie zdarzeniach i zgłaszanych alarmach. Przez alarm rozumiany jest nienormalny stan jakiegoś obiektu, wymagający szczególnej uwagi. Zdarzenie może być związane ze stanem, jak np. zdarzenie przejścia danej wartości do poziomu alarmowego lub niezwiązane ze stanem, jak zmiany konfiguracji, czy błędy systemowe. Najnowszą wersją specyfikacji jest OPC Alarms & Events 1.10.